# Mivtachim
Mivtahim (en hebreo: מִבְטַחִים) es un moshav que se encuentra en el sur de Israel, el moshav está ubicado en la región de Hevel Eshkol, en el desierto del Néguev, al noroeste, cerca de la frontera con la Franja de Gaza, y cuenta con una superficie de 4.000 dunams, está bajo la jurisdicción del Concejo Regional Eshkol. En 2021 tenía una población de 463 habitantes.

## Historia
El pueblo se estableció por primera vez el 7 de enero de 1947 como un kibutz del movimiento HaOved HaTzioni. El nombre del moshav fue tomado de Isaías 32:18:

"Y mi pueblo habitará en morada de paz, en habitaciones seguras, y en recreos de reposo."

El 22 de abril de 1948 se produjo un grave enfrentamiento entre el ejército británico y los guardias del kibutz, y unidades armadas, incluidos tanques, llegaron a las puertas. Durante la guerra árabe-israelí de 1948, los residentes decidieron evacuar Mivtachim y unirse a los residentes de Nitzanim para fundar un nuevo kibutz. Todo lo que queda hoy del asentamiento original es un edificio de seguridad. En 1950, inmigrantes del Kurdistán fundaron un moshav junto al kibutz abandonado. En 1954 se les unieron inmigrantes de Marruecos. El moshav fue utilizado como base de infantería por las Fuerzas de Defensa de Israel (FDI) durante la Guerra del Sinaí.